# Pianissima (klacz)
Pianissima (ur. 13 stycznia 2003, zm. 16 października 2015) – gniada klacz czystej krwi arabskiej z polskiej hodowli ze stadniny koni w Janowie Podlaskim. Córka ogiera Gazal Al Shaqab (QA) i klaczy Pianosa (PL) po Eukaliptusie (PL).

## Rekordy na pokazach, nagrody, tytuły
Pianissima to:
- Czempionka Świata klaczy starszych Paryż (FR) 2008,

- Czempionka Europy klaczy starszych Moorsele (BE) 2008,

- Czempionka Pucharu Narodów klaczy starszych Akwizgran (DE) 2008,

- Czempionka XXX Narodowego Pokazu Koni Arabskich Czystej Krwi w Janowie Podlaskim i zdobywczyni tytułu Best of Show Janów Podlaski (PL) 2008,

- Czempionka Klaczy Al Khalediah Arabian Horse Show Festival 2008,

- Czempionka USA klaczy młodszych Louisville (US) 2006,

- Czempionka Świata klaczek Paryż (FR) 2004,

- Czempionka Europy klaczek Moorsele (BE) 2004,

- Czempionka Pucharu Narodów klaczek Akwizgran (DE) 2004,

- Narodowa Czempionka Polski klaczy młodszych Janów Podlaski (PL) 2004,

- Czempionka klaczek wiosennego pokazu w Białce (PL) 2004.

Wszystko to sprawia, że była najbardziej utytułowaną klaczą czystej krwi arabskiej w historii hodowli tej rasy.
W 2009 roku w Janowie Podlaskim odbyły się Dni Konia Arabskiego, podczas których wśród wielu licytacji znalazła się nietypowa licytacja prawa do pokrycia Pianissimy. Prawo to wykupił hodowca z Kalifornii (USA) za 175 tys. euro.
Poddana eutanazji w  klinice weterynaryjnej na Służewcu w dniu 16 października 2015 r.  na skutek skrętu okrężnicy i dalszych powikłań.

## Pochodzenie
Pochodzi z rodziny klaczy Szamrajówka z najstarszej polskiej stadninie hodującej konie orientalne. Jej ojciec Gazal Al Shaqab, choć jest hodowli Al Shaqab Stud w Katarze, ma w znacznym stopniu polski rodowód i dowodzi przynależności do rodziny klaczy Wołoszka.

### Drzewo genealogiczne
| 0          | 1               | 2              | 3            | 4                 |
| ---------- | --------------- | -------------- | ------------ | ----------------- |
| Pianissima | Gazal Al Shaqab | Anaza El Farid | Ruminaja Ali | Shaikh Al Badi    |
| Pianissima | Gazal Al Shaqab | Anaza El Farid | Ruminaja Ali | Bint Magidaa      |
| Pianissima | Gazal Al Shaqab | Anaza El Farid | Bint Deenaa  | Ansata Ibn Halima |
| Pianissima | Gazal Al Shaqab | Anaza El Farid | Bint Deenaa  | Deena (Deenaa)    |
| Pianissima | Gazal Al Shaqab | Kajora         | Kaborr       | Nabor / Naborr    |
| Pianissima | Gazal Al Shaqab | Kajora         | Kaborr       | Bint Kholameh     |
| Pianissima | Gazal Al Shaqab | Kajora         | Edjora       | Exelsjor          |
| Pianissima | Gazal Al Shaqab | Kajora         | Edjora       | Eddessa           |
| Pianissima | Pianosa         | Eukaliptus     | Bandos       | Negatiw           |
| Pianissima | Pianosa         | Eukaliptus     | Bandos       | Bandola           |
| Pianissima | Pianosa         | Eukaliptus     | Eunice       | Comet             |
| Pianissima | Pianosa         | Eukaliptus     | Eunice       | Epigona           |
| Pianissima | Pianosa         | Pinia          | Probat       | Pohaniec          |
| Pianissima | Pianosa         | Pinia          | Probat       | Borexia           |
| Pianissima | Pianosa         | Pinia          | Pilarka      | Palas             |
| Pianissima | Pianosa         | Pinia          | Pilarka      | Pierzga           |

## Potomstwo[4]
- EVG Piassondra (ur. 2007) po Pershahn El Jamaal
- Nismat Albidayer (ur. 2007) po Ames Charisma
- AJ Penelope (ur. 2008) po El Nabila B
- PA Encore (ur. 2008) po Enzo
- Pia (ur. 2009) po Ganges, w 2012 4 razy ścigała się na Torze Wyścigów Konnych Służewiec, raz wygrywając gonitwę II grupy[5]
- Royal T Phorte (ur. 2011) po Eden C
- Pianova (ur. 2011, zm. 2020) po Eden C, sprzedana na aukcji Pride of Poland za 52 tys. euro[6]
- Prometeusz (ur. 2012) po FA El Shawan
- Pamina (ur. 2015) po Pogrom